# ر دیز مینور
ر دیز مینور (انگلیسی: D-sharp minor) با مخفف (D♯m) یک گام مینور بر پایهٔ نت ر دیز است.

## تعریف
گام ر دیز مینور بر سه نوع : مینور تئوریک (طبیعی)، مینور هارمونیک و مینور ملودیک استوار است و گام بزرگ نسبی آن، فا دیز ماژور است و دارای شش علامت دیز در سرکلید است.
- نت‌های گام ر دیز مینور طبیعی به ترتیب عبارتند از : ر دیز، می دیز، فا دیز، سل دیز، لا دیز، سی، دو دیز.

- در گام ر دیز مینور هماهنگ (یا ر دیز مینور هارمونیک)، نت «دو دیز» نیم پرده کروماتیک به بالا تغییر می‌کند:

- در صورتی که درجات ششم و هفتم در حالت بالا رونده نیم پرده کروماتیک به بالا تغییر کند و در حالت پایین رونده به حالت اصلی خود برگردد، ر دیز مینور نغمگی (یا ر دیز مینور ملودیک) است.

## آثار در ر دیز مینور
- سونات پیانو شماره ۵ (اسکریابین)
- اتود در «ر دیز مینور»، اپوس ۸، شماره ۱۲ (اسکریابین)